# Jerzy Jankowski
Jerzy Jankowski, pseud. Jerzy Szum, Yeży Yankowski (ur. 1887 w Wilnie, zm. 1941 w Kojranach) – polski poeta i publicysta, pionier futuryzmu w poezji polskiej.
Podczas rewolucji 1905 był w Łodzi agitatorem PPS. Lata pierwszej wojny światowej spędził w Moskwie, gdzie zetknął się z futuryzmem rosyjskim. Pierwsze wiersze futurystyczne Jankowskiego zostały opublikowane w różnych czasopismach w 1914 roku. W 1919 roku powrócił do Wilna, a następnie w końcu kwietnia tego roku, po zajęciu Wilna przez Wojsko Polskie, wyjechał do Warszawy. W 1919 roku opublikował w Warszawie nakładem Wydawnictwa Futuryzm Polski (Drukarnia Literacka) swój tom poezji zatytułowany Tram wpopszek ulicy. Skruty prozy i poemy. Na okładce tomu imię i nazwisko autora zapisano jako Yeży Yankowski.
Od roku 1921 cierpiał na zaburzenia psychiczne poprzedzone okresem alkoholizmu, co zmusiło go do wycofania się z życia publicznego; do końca życia przebywał w zakładzie psychiatrycznym w Wilnie. Zmarł w wyniku akcji T4 podczas trwającej od 24 czerwca 1941 okupacji niemieckiej Wilna.
Jerzy Jankowski w swojej twórczości wyrażał fascynację miastem i rozwojem techniki, stosował ortografię fonetyczną, sięgał do tworzywa mowy potocznej i języka ulicy. Wydany przez Jerzego Jankowskiego tom poezji zawierał oprócz wierszy futurystycznych także pozostałe dzieła z całego jego dorobku twórczego (m.in. utwory powstające od roku 1906 inspirowane nurtami w liryce modernistycznej np. symbolizmem, czy felietony). Przed publikacją tomu wiersze pierwszego polskiego futurysty ukazywały się na łamach różnych gazet, przed I wojną światową pisywał też o futuryzmie włoskim i rosyjskim.

## Wybrane utwory
- Spłon lotnika (1914)[1]
- Maggi (1914)[1]
- Maks Linderomanja (1914)
- Tram wpopszek ulicy: skruty prozy i poemy (zbiór wierszy, wyd. Futuryzm Polski, 1919)[1]